# Las Heras (Santa Cruz)

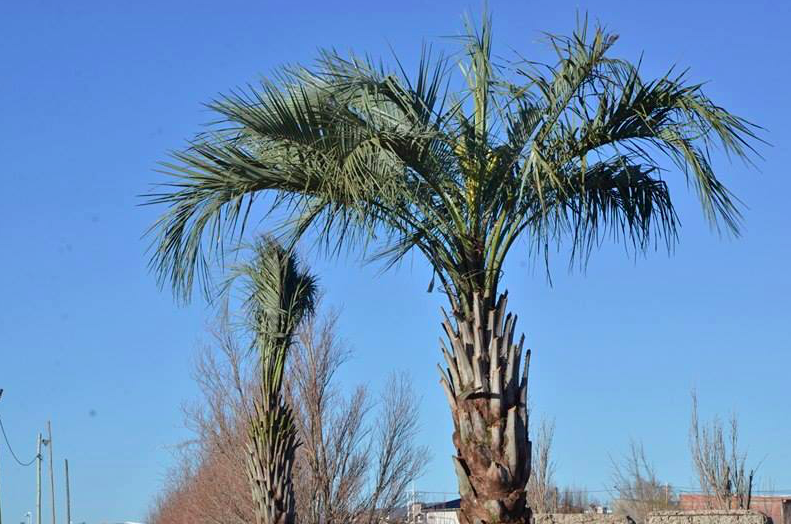
Palmeras en la zona de la laguna Julián Osorio, como parte del Plan de Embellecimiento de la Localidad.

Las Heras (anteriormente Colonia Las Heras) es una ciudad del departamento Deseado de la provincia de Santa Cruz, en la región de la Patagonia de la República Argentina. La ciudad se encuentra a 214 km de Comodoro Rivadavia, a 134 km de Caleta Olivia y a 80 km de Pico Truncado. Junto con esas localidades y otras menores; conforma un triángulo de urbanización de corta distancia entre ellas, que aglomera gran parte de la población de la zona norte de la provincia.

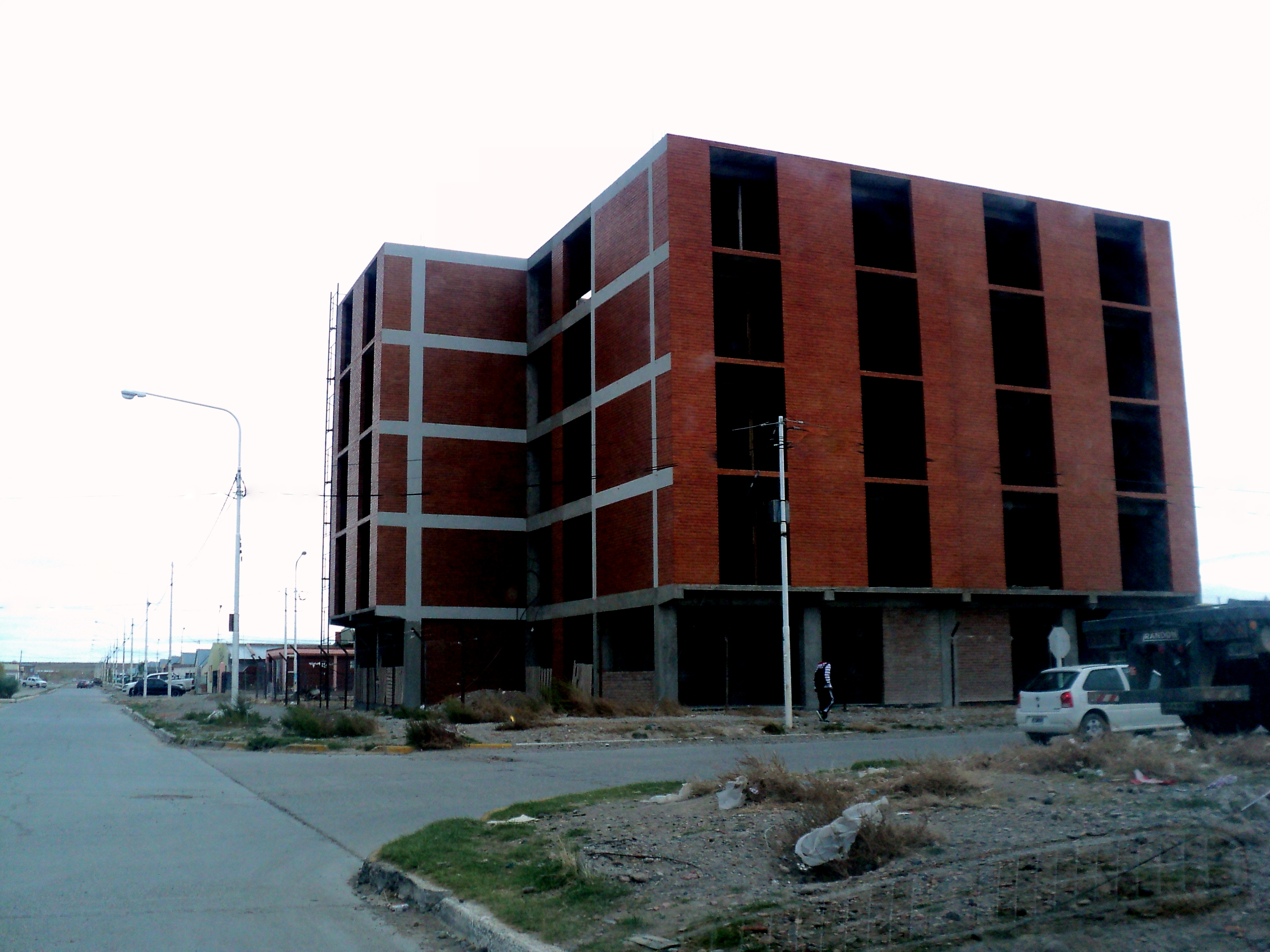
El edificio más alto en Las Heras para 2014.

## Toponimia
Toma su nombre de Juan Gregorio de Las Heras (1780-1866), quien fue general de la independencia sudamericana y gobernador de Buenos Aires.

## Historia
El pueblo de Las Heras surgió gracias a la construcción del ferrocarril Patagónico que fue levantado desde 1909. Este hito provocó la ocupación masiva del lugar. No obstante mucho antes era un lugar de reunión de los estancieros, que llevaban las carretas la lana hasta Puerto Deseado.
Tras levantarse la Estación Las Heras conocida como “Punta Rieles”, un pequeño poblado comenzó a levantarse en forma paralela a las vías del tren, hecho que motiva el delineamiento que posee la localidad actualmente, inclusive la Ruta Provincial 43. Esta localidad tuvo varias denominaciones “Rastro de Avestruz”, “Punta Rieles”, “Parada 283”, “Las Heras”, “Colonia Gral. Las Heras”, y finalmente mediante decreto de la Nación firmado por el presidente de la Nación Hipólito Yrigoyen, el 11 de julio de 1921, se crea el pueblo con el nombre de Las Heras.

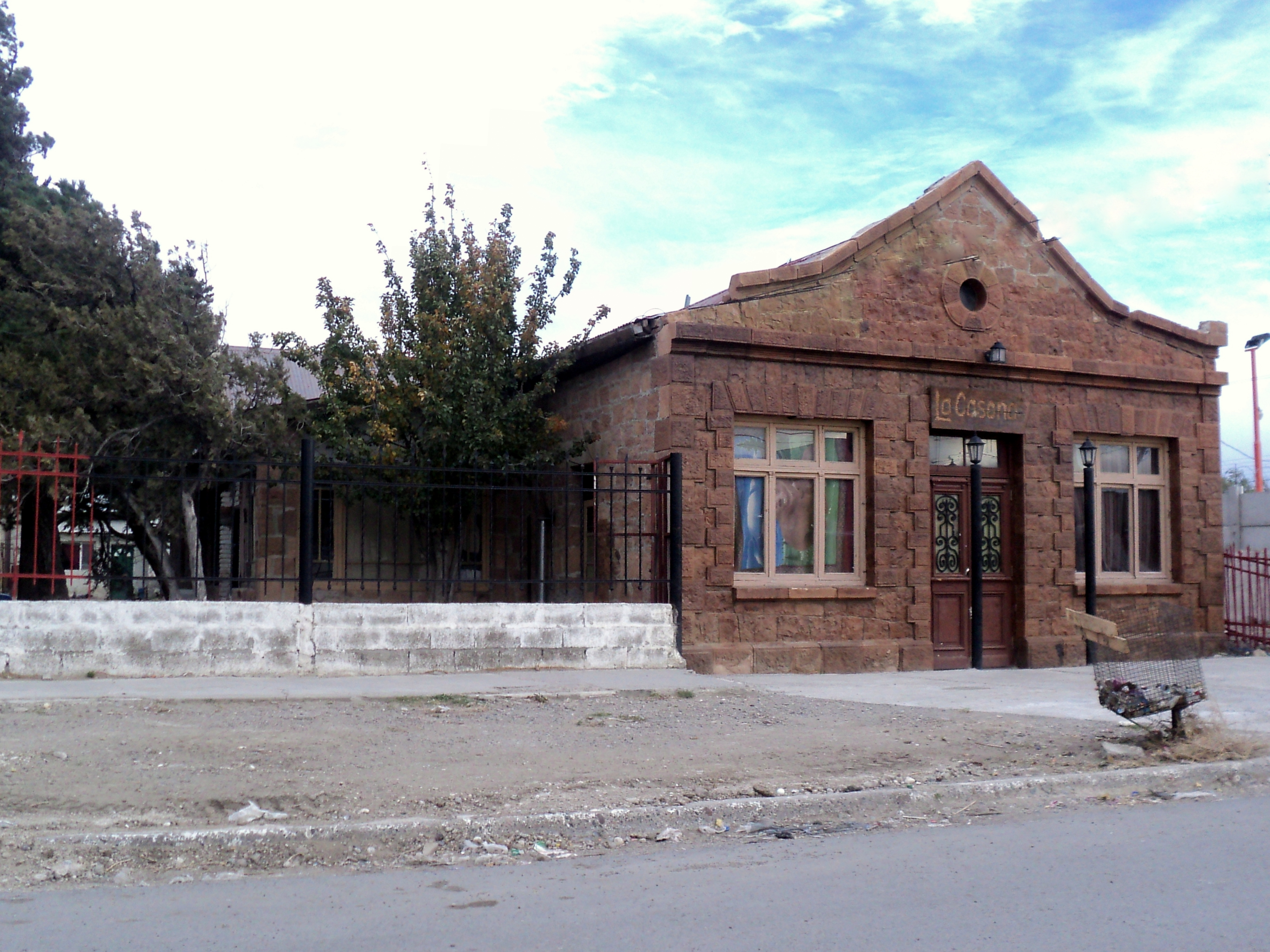
Una de las primeras construcciones de Las Heras.

En 1927 el pueblo contaba con numerosas oficinas públicas y casas de comercio entre ellas la Sociedad Anónima Importadora de la Patagonia.
La década del 30 fue de grandes realizaciones, se creó el Club Deportivo Las Heras, el 16 de noviembre de 1936 se creó la Oficina de Correo y Ahorro Postal y comenzó a construirse la Escuela Nacional N.° 3, Sala de Primeros Auxilios y la Sociedad Rural.[cita requerida]
Por la importancia alcanzada en su momento han sido las economías que han colocado a Las Heras en el lugar que ocupa en un primer período, será la ganadería con sus derivados seguida por la actividad petrolera, que se inicia en 1932. El 12 de octubre de 1942 se crea el Tiro Federal Argentino General Las Heras, entre los años 1943 y 1946: se organizó la Biblioteca Popular, en 1950: comenzaron las actividades de la Escuela de Pilotos Civiles, posteriormente se le da el nombre de Aero Club Las Heras ya que por aquel entonces la entidad poseía dos aviones pippers CO5 triplazas y un gran número de alumnos obtuvieron su brevet como pilotos civiles. Finalmente 17 de octubre de 1950 se crea la Municipalidad Las Heras.
En 1950 con el auge de la actividad petrolera, Las Heras se logró constituir como municipalidad mediante el decreto 21996 expediente 6786/50 el 13 de octubre. Ese mismo año se inaugura el edificio municipal y el primer intendente electo fue Emilio Fuentes.
En las décadas siguientes en la localidad se extendió la red de gas domiciliaria, se construyeron barrios y se ampliaron servicios públicos. En 1952 el Banco de la Nación Argentina dispone de una delegación bancaria en la comunidad la que es habilitada al público el 15 de diciembre.
En enero de 1978 la ciudad sufre un fuerte golpe al quedar clausurada por el Proceso de Reorganización Nacional la línea Puerto Deseado-Las Heras. Con ello se perdió la punta de riel del ferrocarril con el servicio de pasajeros más austral del mundo.
La estación histórica sufrió un incendio en 1995 que la destruyó por completo. Hoy en día a pesar del grave siniestro aún existen vestigios de su existencia. Asimismo todavía se mantienen en pie diversos edificios del ferrocarril en su predio.
En 2008 se anunció la reapertura de la línea y fue nombrada como un punto clave junto con Deseado. Sin embargo en octubre de 2015 la estación no fue reconstruida como se pensó pese a reiniciarse las obras del ferrocarril anunciadas ese mismo año. Pese a ello, no se adquirieron formaciones ferroviarias para el servicio.
Desde 2010 se dio a conocer el avance de tomas de tierras que los habitantes de Las Heras ocuparon ilegalmente con apoyo del municipio local; hecho que dificulta la reactivación de la línea. En 2016 los trabajos de refacción permitieron que una zorra comience a circular entre Truncado y Las Heras.
La ciudad fue golpeada por el temporal que acaeció en la región desde el 26 al 31 de marzo de 2017. En sus calles se produjeron anegamientos por agua y lodos, agrietamientos de calles de tierra, viviendas inundadas y hasta algunos evacuados. Si bien la caída fue violenta en comparación de los registros no se sintió el desastre como en Comodoro Rivadavia.
La zona norte de la provincia permaneció aislada durante los días 30 y 31 por anegamientos en la ruta Nacional 3 y el avance del mar sobre la calzada asfáltica en la zona de La Lobería.

## Plan de Embellecimiento
A partir de diciembre de 2015, la Municipalidad de Las Heras comenzó una programa integral de "Embellecimiento" de sus espacios públicos, con el objetivo de dar un salto de calidad en la imagen de la ciudad, incluyó un nuevo portal de ingreso, ubicado en la rotonda de entrada a Las Heras, que cuenta con dos carteles gigantes, iluminación, adoquinado y bancos; y se plantaron 32 palmeras de la especie Butia yatay y pertenece a la familia Arecaceae, que fue seleccionada dado que es muy rústica y soporta favorablemente las condiciones semiáridas de la localidad.

## Cambio de fecha fundacional
El jueves 22 de junio de 2017, el Concejo Deliberante de Las Heras aprobó la Ordenanza 1492/2017, en la que quedó establecido el 6 de octubre de 1914 la fecha de fundación de “Colonia Las Heras”.  (El Periódico de Las Heras)
Se trató de un proyecto enviado por el intendente José María Carambia, a raíz de una convocatoria a vecinos de la localidad con el fin de aportar datos pertinentes a la real fecha de fundación.

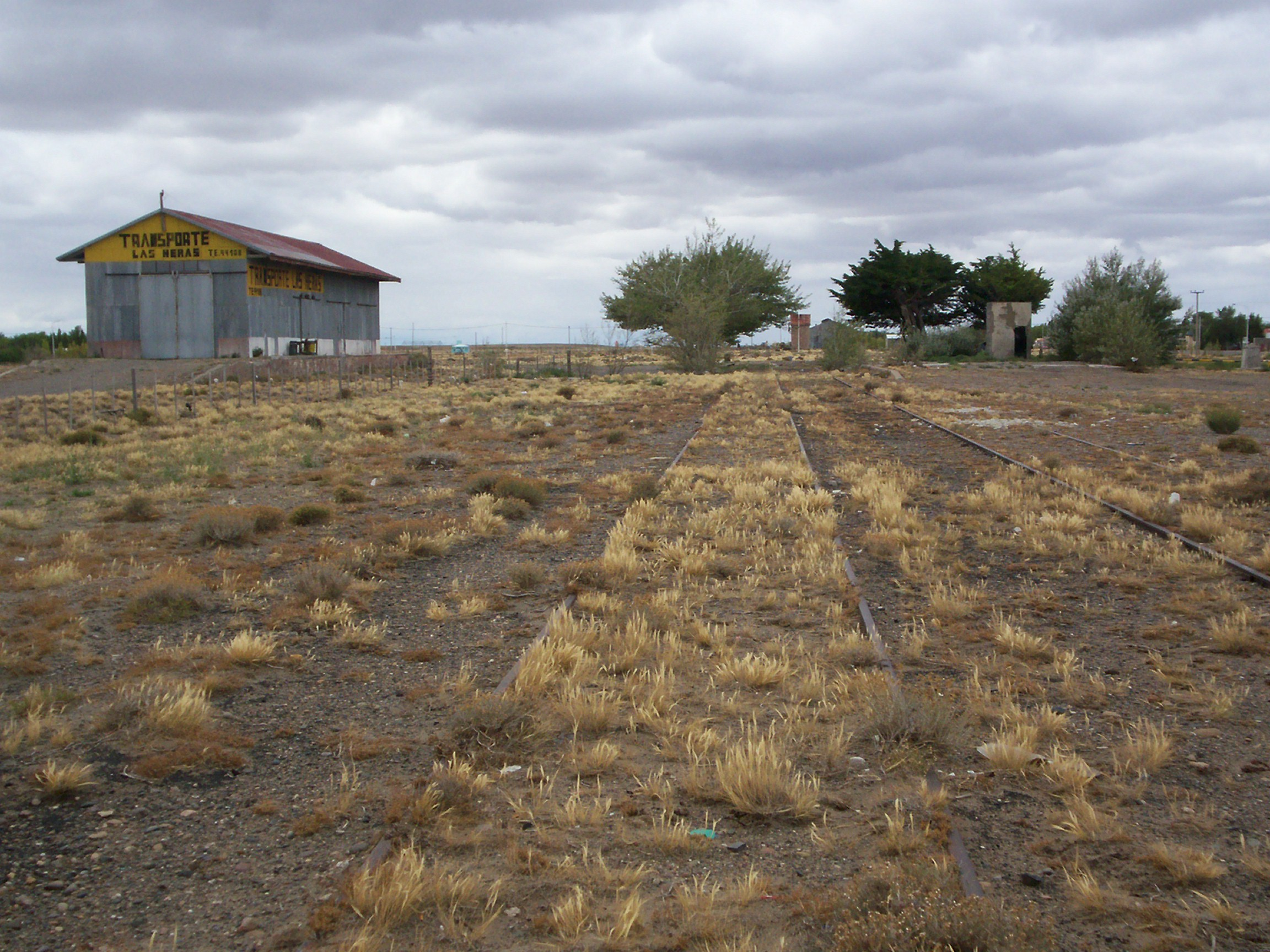
Ruinas de lo que fuera la estación ferroviaria Colonia Las Heras.

Sumado a las reuniones y debates con el Círculo de Antiguos Pobladores, historiadores independientes, profesores, Subsecretaría de Cultura, el análisis de los datos aportados hizo coincidir porque la fecha impuesta por el decreto del 11 de julio de 1921 por el entonces Presidente de la Nación Hipólito Yrigoyen, quien dispuso que la Dirección de Tierras previera reservas para futuras formaciones de pueblos y colonias en las localidades de Las Heras, Pico Truncado, Caleta Olivia, Fitz Roy Jaramillo y Puerto Deseado, no era la que reflejaba fielmente los inicios del pueblo, habiendo registros de población con documentación que así lo respalda, además del funcionamiento de la estación ferroviaria, la estafeta postal, la comisaría policial, Juzgado de Paz y la actividad comercial que ya se desarrollaba en aquellas épocas.
El ferrocarril resultó un factor decisivo para que Las Heras exista donde está emplazada actualmente, y fue el 6 de octubre de 1914, cuando se impuso el nombre Colonia Las Heras a la estación y por extensión, al pueblo que al mismo tiempo comenzó a formarse a su alrededor.

## Economía

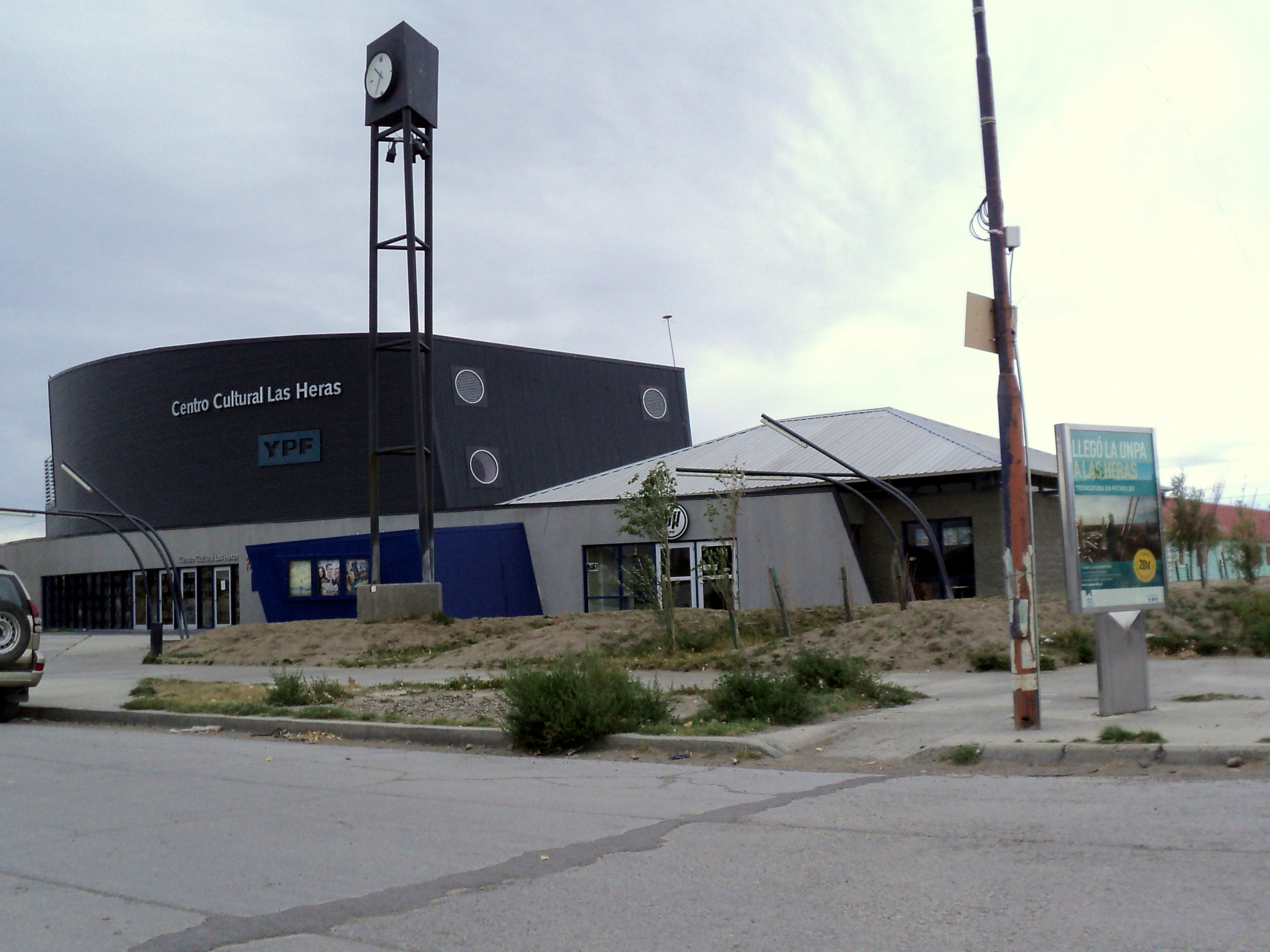
El reciente centro cultural construido por YPF en Las Heras

Se basa casi exclusivamente en la explotación de hidrocarburos impulsada por YPF y numerosas empresas contratistas y subcontratistas que en torno a ella trabajan. A 2017 producto de la baja inversión de YPF, la ciudad afronta problemas económicos lo que redunda en la pérdida de puestos laborales.

## Educación
Las Heras posee un sistema educacional mediano, es la tercera localidad con más establecimientos (21).
| Rama          | Cant.de Instituciones |
| ------------- | --------------------- |
| Inicial       | 4                     |
| Primaria      | 5                     |
| Secundaria    | 3                     |
| Especial      | 2                     |
| Adultos       | 2                     |
| Terciaria     | 1                     |
| Universitaria | 0                     |
| Total         | 17                    |

## Demografía
- Población en 1991: 6 328 habitantes (INDEC).
- Población en 2001: 9 335 habitantes (INDEC), de los cuales el 47,8% fueron mujeres y el 52,2% hombres.
- Población en 2010: 17 821 habitantes[15]
- Población en 2022: 24 731 habitantes con 9 540 viviendas.[16]Esta magnitud la ubicó 4.ª en Santa Cruz.

| Evolución de la población desde 1947 y al año 2022.                                          |
|                                                                                              |
| Fuente INDEC - Elaboración gráfica por Wikipedia - Colonia Las Heras, Santa Cruz, Argentina. |

## Principales avenidas

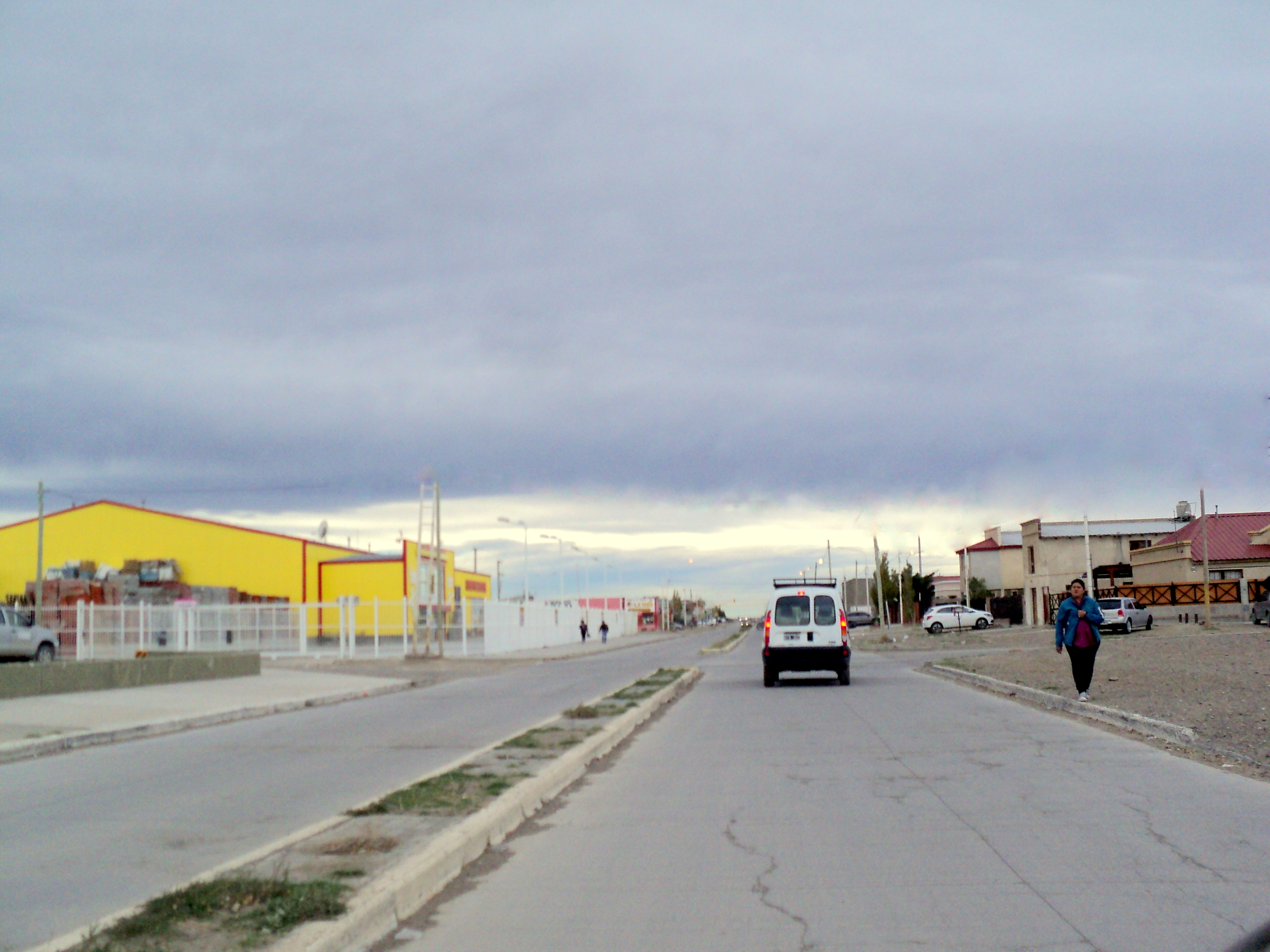
El Hipertehuelche en Las Heras sobre una artería clave.

- Ruta Provincial 16
- Ruta Provincial 18
- Ruta Provincial 43

## Deportes

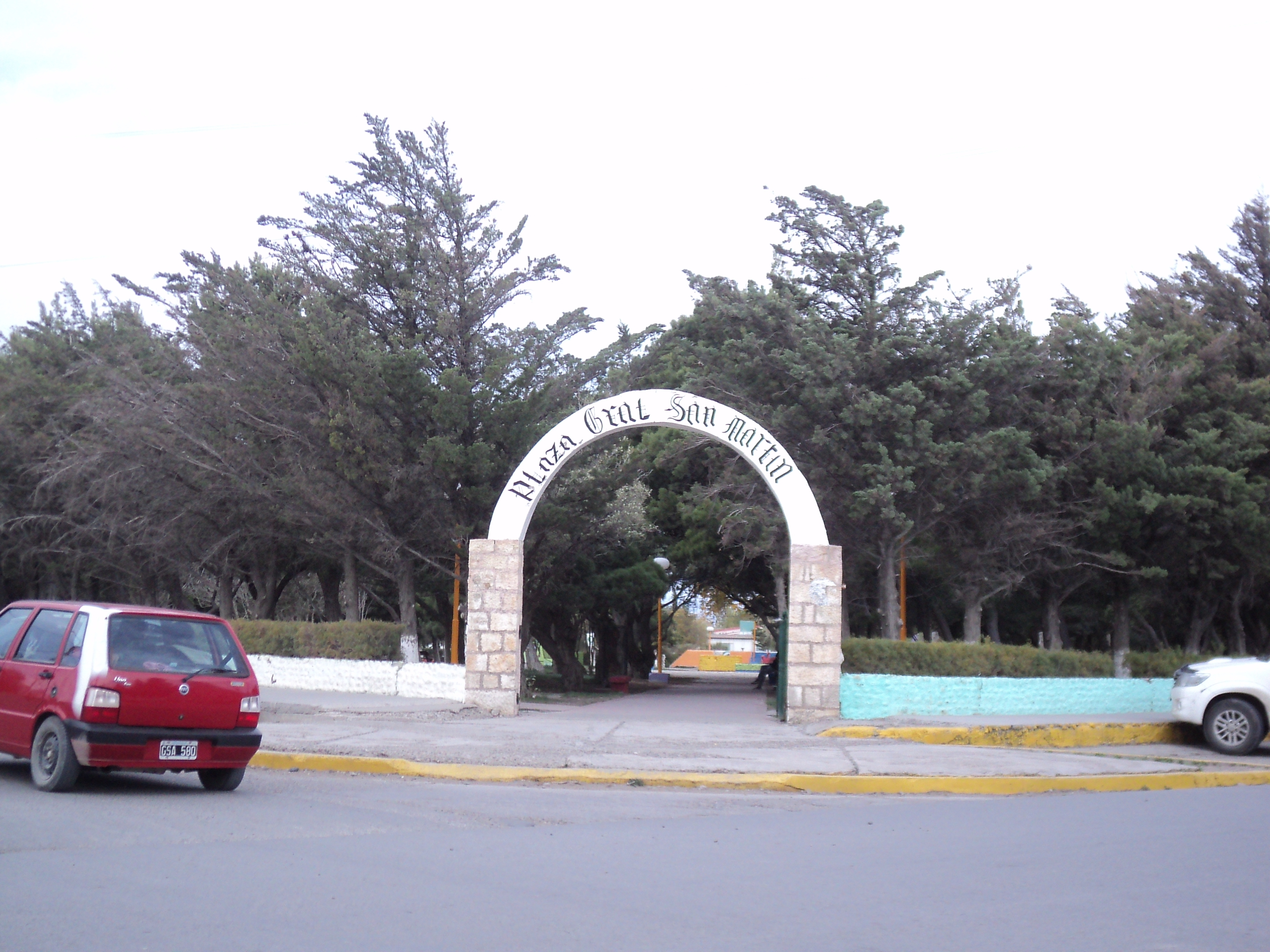
Plaza principal de Las Heras

La ciudad es una de las subsedes de la Liga de Fútbol Norte de Santa Cruz.

## Medios de comunicación
- Radios FM: (23)
  - 88.5 MHz - Orígenes

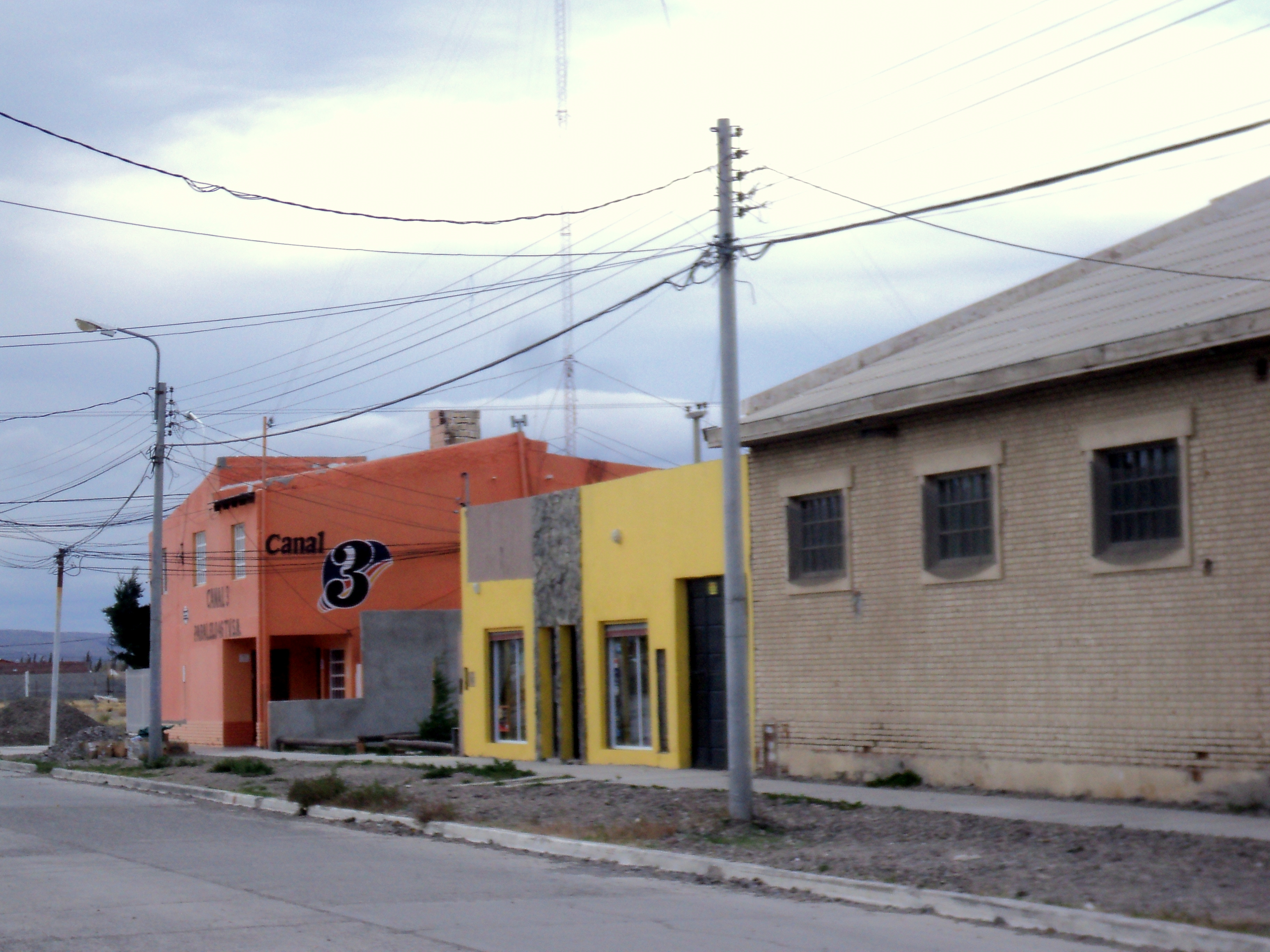
El canal local 3 de la ciudad

  - 88.7 MHz - LRF 726 Cielo (Comodoro Rivadavia)
  - 90.1 MHz - Argentina
  - 90.7 MHz - Aplanadora Plus
  - 90.9 MHz - Ángel
  - 92.9 MHz - Repetidora LU14 Río Gallegos
  - 93.7 MHz - Municipal
  - 94.5 MHz - María (católica)
  - 94.9 MHz - Emoción
  - 95.5 MHz - Sion (cristiana)
  - 96.1 MHz - Eclipse
  - 96.5 MHz - Del Altísimo (cristiana)
  - 97.5 MHz - Metrópolis
  - 98.1 MHz - Impacto
  - 99.9 MHz - Glaciar Cel: 297-4773918
  - 100.5 MHz - Mediterránea
  - 101.7 MHz - La roca (cristiana)
  - 102.3 MHz - Libertad (cristiana)
  - 104.1 MHz - Soberanía
  - 105.1 MHz - Galaxia
  - 105.5 MHz - Estudiantil
  - 106.3 MHz - LRF 372 Chaltén
  - 107.1 MHz - (cristiana)
- Televisión: (3)
  - Canal 3
  - Canal 4 Las Heras TV
  - canal 5 Repetidora canal 9 Río Gallegos

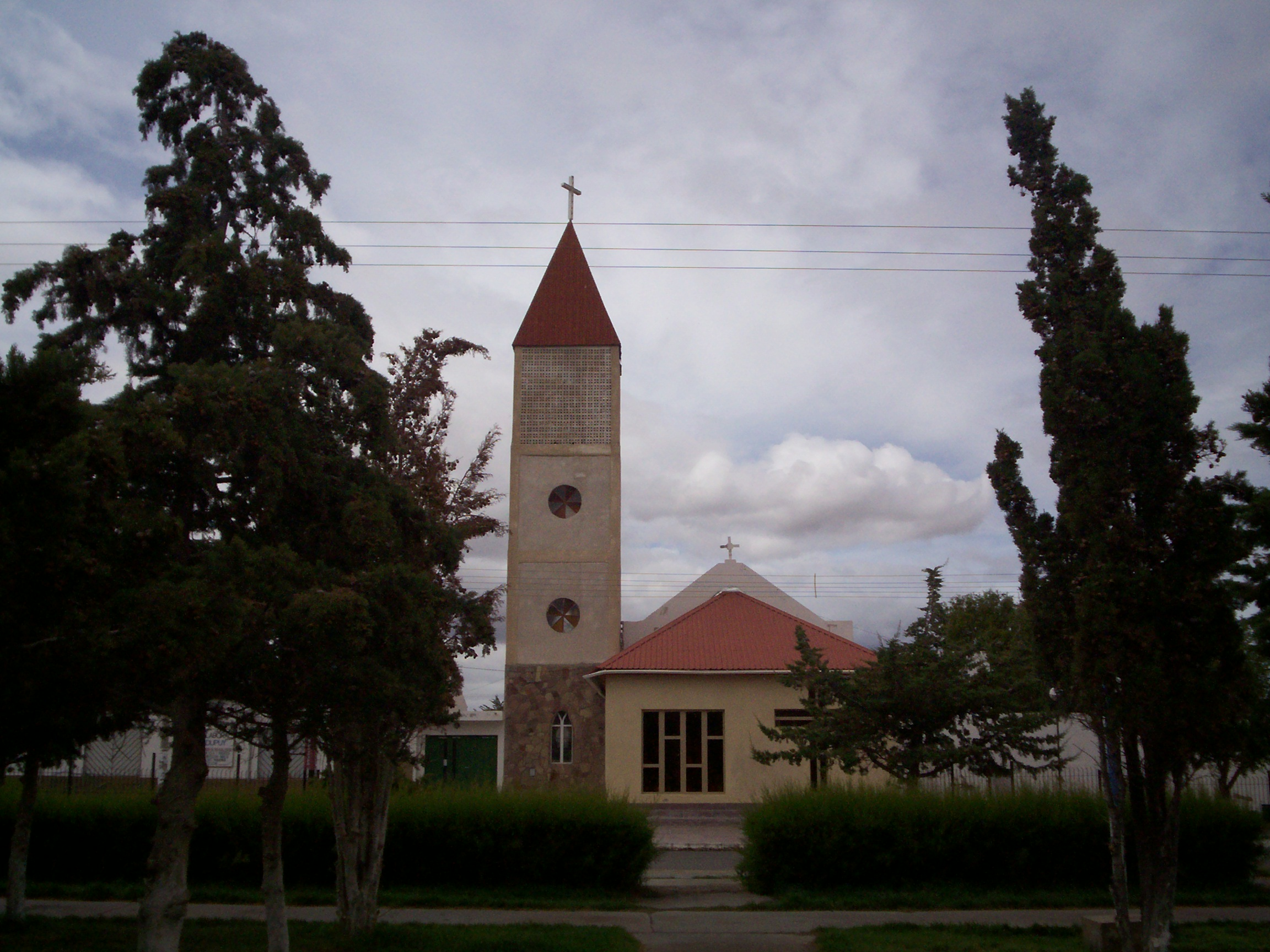
Parroquia San José (Las Heras).

## Religión
Parroquias de la Iglesia Católica 
| Diócesis  | Río Gallegos |
| --------- | ------------ |
| Parroquia | San José     |

Además, hay presencia de numerosas congregaciones protestantes en sus múltiples vertientes.

## Clima
| Parámetros climáticos promedio de Las Heras, SC | Parámetros climáticos promedio de Las Heras, SC | Parámetros climáticos promedio de Las Heras, SC | Parámetros climáticos promedio de Las Heras, SC | Parámetros climáticos promedio de Las Heras, SC | Parámetros climáticos promedio de Las Heras, SC | Parámetros climáticos promedio de Las Heras, SC | Parámetros climáticos promedio de Las Heras, SC | Parámetros climáticos promedio de Las Heras, SC | Parámetros climáticos promedio de Las Heras, SC | Parámetros climáticos promedio de Las Heras, SC | Parámetros climáticos promedio de Las Heras, SC | Parámetros climáticos promedio de Las Heras, SC | Parámetros climáticos promedio de Las Heras, SC |
| Mes                                             | Ene.                                            | Feb.                                            | Mar.                                            | Abr.                                            | May.                                            | Jun.                                            | Jul.                                            | Ago.                                            | Sep.                                            | Oct.                                            | Nov.                                            | Dic.                                            | Anual                                           |
| ----------------------------------------------- | ----------------------------------------------- | ----------------------------------------------- | ----------------------------------------------- | ----------------------------------------------- | ----------------------------------------------- | ----------------------------------------------- | ----------------------------------------------- | ----------------------------------------------- | ----------------------------------------------- | ----------------------------------------------- | ----------------------------------------------- | ----------------------------------------------- | ----------------------------------------------- |
| Temp. máx. abs. (°C)                            | 37                                              | 33                                              | 30                                              | 27                                              | 20                                              | 17                                              | 16                                              | 17                                              | 22                                              | 25                                              | 31                                              | 32                                              | 37                                              |
| Temp. máx. media (°C)                           | 25                                              | 23                                              | 20                                              | 15                                              | 10                                              | 7                                               | 7                                               | 8                                               | 12                                              | 17                                              | 21                                              | 23                                              | 16                                              |
| Temp. media (°C)                                | 17                                              | 16                                              | 13                                              | 9                                               | 5                                               | 1                                               | -1                                              | 3                                               | 6                                               | 10                                              | 14                                              | 15                                              | 10                                              |
| Temp. mín. media (°C)                           | 10                                              | 9                                               | 6                                               | 3                                               | 2                                               | -4                                              | -9                                              | -1                                              | 1                                               | 4                                               | 7                                               | 8                                               | 4                                               |
| Temp. mín. abs. (°C)                            | 2                                               | 1                                               | -7                                              | -7                                              | -17                                             | -18                                             | -12                                             | -13                                             | -5                                              | -5                                              | -1                                              | -1                                              | -17                                             |
| Precipitación total (mm)                        | 10                                              | 10                                              | 10                                              | 20                                              | 10                                              | 10                                              | 10                                              | 10                                              | 10                                              | 10                                              | 30                                              | 10                                              | 150                                             |
| Horas de sol                                    | 493                                             | 406                                             | 400                                             | 387                                             | 307                                             | 276                                             | 298                                             | 335                                             | 369                                             | 434                                             | 468                                             | 508                                             | 4681                                            |
| Humedad relativa (%)                            | 42                                              | 44                                              | 48                                              | 52                                              | 61                                              | 64                                              | 63                                              | 59                                              | 53                                              | 47                                              | 43                                              | 41                                              | 51                                              |
| Fuente: Weatherbase - Las Heras                 |                                                 |                                                 |                                                 |                                                 |                                                 |                                                 |                                                 |                                                 |                                                 |                                                 |                                                 |                                                 |                                                 |